# MP3008
MP 3008 (Maschinenpistole 3008, dobesedni prevod »brzostrelka 3008«) je bila nemška brzostrelka, ki so jo začeli izdelovati proti koncu druge svetovne vojne. 
Brzostrelka, znana tudi pod imenom Volksmaschinenpistole (ljudska brzostrelka), je bilo orožje, izdelano na enak način kot britanski Sten le, da je imel MP3008nabojnik nameščen klasično vertikalno z uvodilom na spodnji strani, odprtina za izmet tulcev pa je bila na vrhu. 
MP3008 so začeli izdelovati, ko je bila nemška oborožitvena industrija proti koncu vojne že močno izčrpana in ni mogla več izdelovati kompleksnega orožja v zadostnih količinah. Pomanjkanje denarja in surovin je od Nemcev zahtevalo iskanje cenejših in manj zahtevnih rešitev. Nujno so morali najti tudi zamenjavo za standardno brzostrelko MP 40.
MP3008 je bila preprosta brzostrelka, ki je enako, kot večina brzostrelk, delovala iz odprtega zaklepa. Za izdelavo so uporabljali stisnjeno pločevino, izdelava pa je potekala v majhnih delavnicah po vsej Nemčiji. Najbolj osnovni modeli (teh je bilo ogromno, saj je skoraj vsaka delavnica našla svoje rešitve) so bili izdelani v celoti iz pločevine, kopito pa je bilo pogosto izdelano iz oblikovane jeklene palice, privarjene na ogrodje. Nekateri primerki so imeli lesena kopita, privijačena na ogrodje. Z materialom so tako varčevali, da brzostrelka ni imela lesene ali plastične obloge cevi, zaradi česar je med uporabniki pogosto prihajalo do resnih opeklin pri uporabi.
Podobna brzostrelka je bila tudi t.i. Gerät Potsdam iz leta 1944, ki je bila identična kopija brzostrelke Sten Mk II, vključno z oznakami. Zakaj je bila ta brzostrelka razvita, ni jasno, saj  so Nemci imeli veliko originalnih Stenov, zaplenjenih tekom vojne.